# Camaná (tỉnh)
Tỉnh Camaná (tiếng Tây Ban Nha: Provincia de Camaná) là một tỉnh thuộc vùng Arequipa của Peru. Tỉnh Camaná có diện tích 4558 km², dân số thời điểm theo điều tra dân số ngày 11 tháng 7 năm 1993 là 42403 người. Tỉnh lỵ đóng ở Camaná.